# Контумац у Земуну
Контумац у Земуну био је први бедем одбране и облик санитарне заштите и социјалне изолације од зараза, основан у првој половини 18. века, на граници Истока (Османско царство) и Запада (Аустрогарска). Кроз њега су морали да прођу сви који су улазили у Аустроугарску, почев од обичних грађана, трговаца, до знаменитих личности, нпр. Карађорђе Петровић, Јоаким Вујић, Вук Караџић француски писац Алфонс де Ламартин и други. Као један од облика санитарне заштите и социјалне изолације, Контумац у Земуну, који се налазио на месту данашњег Земунског парка, радио је од 1730. до 1872. године.

## Предуслови
Кад су током 18. века на глобалном нивоу владале велике епидемије, посебно куге 1738–1739. и 1763. године и познатија иришка куга 1795. године, затим епидемије пегавог тифуса 1764. и 1780. године, оне су биле само неке од епидемија које су косиле становништво Земуна и Војводине. Оваква ситуација наметнула је властима у Земуну да поред војних медицинских служби, посебан значај дају и  развоју служби за контролу путника и робе који су стизали из Османског царства у Земун, као пограничном граду између Истока и Запада.
Санитарна контрола путника у Земуну успостављена је у складу са наредбом цара Јозефа I (1705–1711) од 25. јуна 1710. године, и другим прописима којим је војни, гранични кордон обавезиаво и на њихову санитарну улогу. Реч је о „Патенту о куги”, којим је прописано да се на граници спречи сав промет током трајања заразе.
Како се ова мера показала недовољном, Карло VI (1711–1740) донео је низ нових одредби од 1713. године о трајној организацији „кужног кордона“. У складу са овим прописима у Земуну је прво организовано „кужно редарство“, које је чинило особље за хигијенску службу против куге и осталих зараза, да би потом „Патентом” од 22. октобра 1728. наређено да се гранични Земун постане стална брана против куге.
Новим „Законским прописима о санитарној одбрани Хабзбуршког царства” санитарни надзор у граничним подручјима, заокружен је доношењем „Наредбе о контумацу и раскужби“ од 3. октобра 1730. године.

## Оснивање Контумаца у Земуну
У складу са „Законским прописима о санитарној одбрани Хабзбуршког царства” у Земуну је због његовог значаја као пограничног места,  1730 године основана прва санитарна установа контумац (карантин), у коме је прописано како се поступа са „сумњивим лицима”. 
Колики је био значај Контумаца у Земуну за Хабзбуршко царство најбоље илуструје чињеница да је он отворен 1730, док су остали карантини системски отварани тек од 1740. године. Земунски контумац је од сонивања 1730. године активно радио све до 1872, односно читаве 142 године.

### Значај
Рад контумаца треба схватити као значајну институцију за здравствене прилике у Европи, која у 19. веку није више страховала од најопасније заразне болести (куге), јер су у контумацима широм Европе спровођене мере које су спречавале ширење епидемија кроз примену све савршенијих мера: стални здравствени надзор и модеран начин сузбијања зараза (дезинфекција, дезинсекција, дератизација) и лечења.
Такође дугогодишње постојање Контумаца имало је двоструки значај за Земун али и тадашњу државу двоструко:
- Прво — као санитарна заштита од епидемија заразних болести.
- Друго — као покретач вишеструког економског развоја Земуна, стимулисан прометом знатне количине разноврсне робе, које су пролазиле искључиво преко Земуна, и упућиване другим, речним и поморским путем.

## Положај и размештај
Контумац у Земуну изграђен је 1730. године налазио се на простору данашњег Градског парка, Пољопривредног факултет и Гимназије, у југозападном делу Старог језгра Земуна. У почетку је овај карантин био део Контумаца у Бановцима са којим је био повезан дубоко ископаним јарком кроз који су могла да прођу кола натоварена робом и људима. Од 1787. године Контумац у Земуну преузима примат земунски Контумац који је био, попут каквог затвора у целини опасан високим, јаким зидом од опеке и камена, палисадама и градским јарком, око 6 метара дубине и 8 метара ширине, који је увек био испуњен водом.
У Контумац се улазило са четири места и на сваком је постојао мост који се могао лако срушити.  
Пространо земљиште контумаца било је подељено на спољни (експонирани) и унутрашњи део. 

### Спољни део
У спољном делу налазили су се ови објекти: 
- шест мањих кућа, такозваних колиба (Kolliven), са по четири собе за смештај контумациста (путника с Оријента, који издржавају прописани карантин),
- зграда са четири собе за лица од положаја,
- лазарет (болница),
- затвор за аустријске поданике прекршиоце које су турске власти враћале у Аустрију,
- два велика магацина за робу и њено чишћење,
- одељење за кађење писама и мањих пошиљки,
- парлаториј — ограђени простор за хитне разговоре становника Београда и Земуна под надзором – латов који је пратио да саговорници буду довољно удаљени. Налазио се на месту данашњег дечјег игралишта, а био  је саграђена од балвана и дасака без кров.
- суд за новац за плаћање са сирћетом, бацан у суд у присутву контумацког латова, који га је касније вадио кашиком с рупама
- греде за проветравање робе,
- мртвачница...

### Унутрашњи део
У унутрашњем делу налазио се низ зграда: 
- Зграда за администрацију и смештај службеника (којих је било 52, од лекара до  свештеника) и њихових породица
- Једноспратница за лекара, његовог помоћника
- Православна Контумачка црква Светог Архангела Гаврила  изграђена 1786. године, била је  једна је од најстаријих православних здања у Земуну и Београду, након успостављања мира између Аустрије и Турске. За њеног градитеља се сматра Теодор-Тоша Апостоловић.  За време постојања Контумца црква је имала седморо врата од чега петоро за оне који су издржавали карантин, а двоје врата за остале. У самој цркви је постојао преградни зид којим су и физички били одвојени једни од других и улазили би и излазили на одвојена врата. Црква је стављена под заштиту државе 17. маја 1966. године као споменик културе, а у најновијем периоду постала је манастир Светог архангела Гаврила.[8]
- Католичка црква  Светог Рока изграђена 1836. која се и данас налазе у парку.
- Зграде за смештај кола и коња — односно стаја за смештај 12 грла стоке и настрешница за смештај двоја запрежна кола.
- Помоћне зграде — магацини за смештај хране, пекара, месара, гостионица која је имала три собе, кухињу, точионицу, бакалницу, спремиште за маст, подрум за 300 акова вина,[а] и друге просторије неопходне за смештај и функционисање ове установе.[9]

## Организација рада
У контумацу се рад заснивао на следећим принципима:
Лекарски преглед и тријажа
Сви путници са територије ондашњег Османлијског царства  су на лицу места били подвргавани лекарским прегледима.  Они код којих би се на прегледу манифестовали симптоми заразне болести, враћани су или су бивали измештени у једну изоловану бараку на Дунаву.
Изолација путника
Здрави путници су задржавани извесно време у Контумацу који је зидом био ограђен од осталог дела вароши. на почетку рада контумаца изолација је трајала 52 дана да би се нешто касније она свела свела на три недеље.   
Дезинфекција робе

Примљена роба чистила се и проветравала, па тек онда пуштала у промет, по следећој процедури: прво је приспела роба скалдиштена у контумацким магацинима, затим је посебно обучено људство робу чистило тако што је: кафу, пиринач и друге зрнасте намирнице распакивало и износило под надстрешницу где су се те намирнице ветриле на ваздуху три недеље. Џакови од текстила полагани су у воду, а ако се омот није могао опрати спаљиван је. Вуна, крзна, сирова свила и плетиво, тканине, кожа и слична роба за коју се зараза лако хватала задржавана је и по шест недеља.
| „ | Преглед памука био је најопаснији. Радили су га нарочити људи. Чим би стигао, вадили су га из врећа и преметали рукама голим до рамена. Затим су одлазили у Контумац и чекали да ли ће се појавити зараза. Дешавало се, мада ретко, да су ови прегледачи памука за професију давали и живот. | ” |

Чврсти предмети, разни метали, керамика, теракота испирани су у сланој води и сапуници. За чишћење писама прво је примењивана сирћетна киселина, која се показала неподесном, па су нешто касније писма отварана и држана изнад сирћетне паре „што је отварало простор и за шпијунажу”. Према истраживањима једног од хорничара Земуна 
| „ | Директор земунског Контумаца Блау послао је 11. новембра 1829. године у Београд, за српски контумац једну дрвену каду са три одељења и гвозденим обручима за кађење писама, затим гвоздену кадионицу, мали мех за дување ватре и гвоздену решетку на којој стоје писма. У кади су две материје, од којих се једна употребљава за кађење писама, а друга за кађење колиба у којима ће људи становати. Смеса за дезинфекцију просторија састојала се из шалитре сумпора, шпанске смоле и стиракса. | ” |

Верска служба
С обзиром на то да је боравак изолованих особа могао да траје и дуже од седам недеља, јавила се потреба за подизањем богомоље у склопу Контмаца. Подигнуте су две цркве, капеле: 
- Православна црква посвећене Светом Архангелу Гаврилу,
- Римокатоличка капела Светог Рока подигнута 1836. године за време контумацког директора Франца Минаса, по плановима Јозефа Фалбера, а на месту старије католичке контумацке капеле.

## Епилог
Како се у Земуну, последња опасност од куге појавила 1814. године, кад је у турском Београду завладала ова болест и кад се у Земуну и његовој околини налазио велики број избеглица из устаничке Србије (након слома Првог српског устанка, 1813), Контумаца у Земуни и његов систем живота и рада постепено је губио на значају. То је утицало на његоово постепено укидање почев од 1. маја 1869. године, које је трајало све до 1883. године.

После затварања, цео контумацки комплекс (земљиште и објекти) остали су у власништву ерара. Коришћен је мањи број грађевина које су одговарале појединим радњама/пословима, док је највећи део постепено пропадао. О пропадању Контумаца  Петар Марковић (Земун, 1869–1952), писац Историје и хроничар Земуна, забележио  је...
| „ | 1876. године још био ограђен високим зидом свуда унаоколо, да се с варошке стране улазило на велика гвоздена врата и да је цео простор био веома запуштен. Преко тог простора порасла је трава свуда у наоколо, из које се овде-онде издизала по која кућица [за смештај контумациста, прим. аутора], а пред њима старо багремље. Усред тог пустог простора, стајале су две мале цркве, једна православна а друга римокатоличка. Сасвим у дну, у хладу високих топола и витих јабланова пружали су се грдни магацини који су у то доба још употребљавани за сушење кожа, јер су радње са сировом животињском кожом, због непријатних мириса, биле забрањене у граду и на обали реке...а...земљиште је било све разривено и засуто комадима цигаља и обрасло у корову. | ” |

Године 1885. године интензивирана су настојања да се на Контумацком земљишту, изграде нови садржаји, па је тако...
| „ | Средином те године, позивајући се на уговор из 1869, граду је у посед предат помињани бедемски јендек/шанац у укупној површини од 5 јутара и 873 квадратна хвата и издата је дозвола за грунтовни препис тог земљишта у власност градске општине, уз стегу, да се оно не може продати, нити изградити, нити у врт за поврће претворити. Ради бржег спровођења закључака изабрано је Поверенство градског заступства, у којем је значајну улогу имао градски правозаступник Мате Ивић (1886), адвокат. | ” |

Највећи део зграда Контумаца је седамдесетих и осамдесетих година 19. века срушен, а две преостале зграде, у којима су се налазиле Среско посланство и жандармерија уклоњене су 1953. године.
Данас су од објеката Контумаца сачувани обновљена Римокатоличка црква Светог Рока и остаци зид са пушкарницама и капијама на углу данашњих улица Вртларске и Гундулићеве.